# تک‌گروه Q-M242
هاپلوگروپ Q یا Q-M242 یک هاپلوگروپ DNA کروموزوم Y است. این یک زیرشاخه اولیه به نام هاپلوگروپ Q1 (L232/S432) دارد که شامل زیرشاخه‌های پرشماری است که در میان مردان جمعیت‌های مدرن، نمونه‌برداری و شناسایی شده‌اند. منشا این هاپلوگروپ در سیبری و مربوط به اقوام ترکان باستانی، گوک ترک‌ها، هون‌ها و بومیان آمریکا می‌باشدگسترش این هاپلوگروپ در ایران مربوط به مهاجرت اقوام ترک می‌باشد و این هاپلوگروپ، بیشتر در استان گلستان، (حدود ۴۵٪)  وجود دارد.
Q-M242 هاپلوگروپ Y-DNA غالب در میان بومیان آمریکا و چندین مردم آسیای مرکزی و شمال سیبری است.

## ریشه
هاپلوگروپ Q-M242 یکی از دو شاخه P1-M45 است و دیگری R-M207 است. P1، و همچنین R* و Q* در میان اوراسیاهای شمالی باستان، یک جمعیت سیبری پارینه سنگی مشاهده شده‌است.
باور بر این است که Q-M242 در پیرامون منطقه کوه‌های آلتای (یا جنوب سیبری مرکزی)، تقریباً ۱۷۰۰۰ تا ۳۱۷۰۰ سال پیش پدید آمده‌است. با این وجود، این موضوع به دلیل حجم نمونه محدود و تغییر تعاریف هاپلوگروپ Q روشن نیست: تعاریف اولیه از ترکیبی از SNPs M242، P36.2 و MEH2 به عنوان جهش‌ها استفاده می‌کردند.

## توزیع

### قاره آمریکا
چندین شاخه از هاپلوگروپ Q-M242 دودمان مردانه غالب دوران پیشاکلمبی در مردمان بومی قاره آمریکا بوده‌اند. اکثر آنها از نوادگان گروه‌های اصلی بنیانگذار هستند که با گذر از تنگه برینگ از آسیا به قاره آمریکا مهاجرت کردند. این گروه‌های کوچک بنیانگذار باید شامل مردانی از دودمان Q-M346، Q-L54، Q-Z780 و Q-M3 باشد. در آمریکای شمالی، دو تبار Q دیگر نیز یافت شده‌است. اینها Q-P89.1 (تحت Q-MEH2) و Q-NWT01 هستند. آنها ممکن است از گذرگاه‌های برینگیا نبوده باشند، ولی در عوض از مهاجران بعدی آمده‌اند که در امتداد خط ساحلی شرق دور آسیا و سپس قاره آمریکا با استفاده از قایق سفر کرده‌اند.
روشن نیست که آیا فرکانس کنونی دودمان Q-M242 نشان دهنده فراوانی آنها در زمان مهاجرت است یا نتیجه جابجایی در یک جمعیت کوچک بنیانگذار در طول زمان است. صرف نظر از این، Q-M242 بر دودمان پدری در قاره آمریکا تسلط یافت.

#### آمریکای شمالی
در مردم بومی آمریکای شمالی، Q-M242 در گویشوران Na-Dené به‌طور متوسط ۶۸٪ یافت می‌شود. بالاترین فراوانی ۹۲٫۳٪ در ناواهو، ۷۸٫۱٪ در آپاچی، ۸۷٪ در SC Apache، و حدود ۸۰٪ در جمعیت اسکیموهای آمریکای شمالی (اینویت، یوپیک) – آلئوت است. (Q-M3 بالغ بر ۴۶٪ از Q در آمریکای شمالی را ابه خود اختصاص می‌دهد)
از سوی دیگر، یک فرد سقاق ۴۰۰۰ ساله متعلق به Q1a-MEH2* در گرینلند پیدا شده‌است. با کمال شگفتی، روشن شد که او از دید ژنتیکی بیشتر با سیبری‌های شرق دور مانند کوریاک‌ها و مردم چوکچی مرتبط است تا بومیان آمریکا. امروزه، فرکانس Q در 53.7% (122/227: 70 Q-NWT01، 52 Q-M3) در گرینلند یافت می‌شود که بالاترین در شرق سرمرسوک با ۸۲٪ و کمترین در ققاتا با ۳۰٪ نشان می‌دهد.
برآورد می‌شود Q-M242 بالغ بر ۳٫۱٪ از کل جمعیت ایالات متحده را در سال ۲۰۱۰ شامل می‌شود:
| قومیت | درصد جمعیت ایالات متحده آمریکا † فرکانس هاپلوگروپ Q |                           |
| --- | --------------------------------------------------- | ------------------------- |
| سفید پوستان | ۶۳٫۷٪                                               | Q-P36* ۰٫۶٪ و Q-M3 0.1%   |
| هسئانیک | ۱۶٫۳٪                                               | Q-P36* ۳٫۸٪ و Q-M3 7.9%   |
| سیاه پوستان | ۱۲٫۶٪                                               | Q-P36* (xM3) 0.2%         |
| آسیایی | ۴٫۸٪                                                | ~۰٪                       |
| بومی آمریکا ‡ | ۰٫۹٪                                                | Q-P36* ۳۱٫۲٪ و Q-M3 26.9% |
| منبع: † با توجه به جمعیت ملی ایالات متحده داده‌های سرشماری (2010) ‡ سرزمین اصلی و آلاسکا، بدون احتساب جزایر اقیانوس آرام |                                                     |                           |

#### آمریکای میانه و جنوبی
هاپلوگروپ Q-M242 تقریباً در ۹۴ درصد از مردم بومی آمریکای میانه و آمریکای جنوبی یافت شده‌است.
فراوانی Q در میان کل جمعیت مرد هر کشور به شرح زیر است:
- ۶۱ درصد در بولیوی.
- ۵۱٪ در گواتمالا،
- ۴۰٫۱٪ (۱۵۹/۳۹۷) تا ۵۰٪ در پرو
- ۳۷٫۶٪ در اکوادور،
- ۳۷٫۳٪ (۱۸۱/۴۸۵) در مکزیک (۳۰٫۸٪ (۲۰۳/۶۵۹) در میان بخش خاص Mestizo)
- ۳۱٫۲٪ (۵۰/۱۶۰) در السالوادور،
- ۱۵٫۳٪ (۳۷/۲۴۲) تا ۲۱٫۸٪ (۸۹/۴۰۸) در پاناما،
- ۱۶٫۱٪ در کلمبیا،
- ۱۵٫۲٪ (۲۵/۱۶۵) در نیکاراگوئه،
- ۹٫۷٪ (۲۰/۲۰۶) در شیلی،
- ۵٫۳٪ (۱۳/۲۴۶ در ۸ استان در مناطق شمال شرقی، مرکزی، جنوبی) تا ۲۳٫۴٪ (۱۸۱/۷۷۵ در ۸ استان در مناطق مرکزی-غربی، مرکزی، شمال غربی) در آرژانتین،
- ۵٪ در کاستاریکا،
- ۳٫۹۵٪ در برزیل، و دیگر.

### آسیا
Q-M242 از آسیا (منطقه آلتای) ریشه گرفته و به شکل گسترده در سراسر آن پخش شده‌است. Q-M242 در روسیه، سیبری (کتس، سلکوپ‌ها، مردم یوپیک سیبری، نیوخ‌ها، مردم چوکچی، یوکاغیرها، تووان‌ها، مردم آلتای، کوریاک‌ها و غیره یافت می‌شود)، مغولستان، چین، اویغورها، تبت، کره، ژاپن، اندونزی، ویتنام، تایلند هند، پاکستان، افغانستان، ایران، عراق، ترکمنستان، عربستان سعودی، عراق، ترکمنستان، عربستان سعودی نیز درصدهای گوناگونی از این تک گروه را دارا می‌باشند.

#### شمال آسیا
در سیبری، مناطق میان آلتای و دریاچه بایکال، که به خاطر بسیاری از فرهنگ‌های پیش از تاریخ و به عنوان محتمل‌ترین زادگاه هاپلوگروپ Q مشهور هستند، فراوانی بالای Q-M242 دیده می‌شود. در یک مطالعه (Dulik 2012)، Q-M242 (بیشتر Q-M346 از جمله برخی Q-M3) در 24.3% (46/189: 45 Q-M346، 1 Q-M25) از همه نمونه‌های آلتایی یافت شده‌است. در میان آنها، چلکان بیشترین فراوانی را با ۶۰٫۰٪ (۱۵/۲۵: همه Q-M346) نشان می‌دهد، پس از آن توبالار با 41% (11/27: 1 Q-M25، 10 Q-M346) و Altaians-Kizhi با ۱۷٪ (۲۰/۱۲۰) قرار دارند. در یک مطالعه پیش از آن، Q-M242 در ۴٫۲٪ از جنوب آلتایایی‌ها و ۳۲٫۰٪ از شمال آلتایایی و همچنین بیشترین فراوانی ۶۳٫۶٪ در کورماچ-بایگل (بایگل) یافت شده‌است. فراوانی در کل نمونه‌ها به ۷/۱۳ درصد (۱۴۶/۲۰) می‌رسد. در مطالعه دیگری، فرکانس تا ۲۵٫۸٪ (۲۳/۸۹: همه Q-M346) در آلتای‌ها افزایش می‌یابد. بر پایه نتایج این مطالعات، میانگین فراوانی Q-M242 در آلتایی‌ها حدود ۲۱ درصد است.
تووا که در سمت شرق جمهوری آلتای و غرب دریاچه بایکال و همچنین در سمت شمال مغولستان قرار دارد، فراوانی Q-M242 بیشتری را نشان می‌دهد. در ۱۴٪ ~ ۳۸٫۰٪ (۴۱/۱۰۸) از تووان‌ها یافت می‌شود. همچنین، توجین‌ها (Tozhu Tuvans) در شرق تووا فرکانس را در ≤22.2% (8/36 P(xR1)) تا ۳۸٫۵٪ (۱۰/۲۶، همه Q-M346 (xM3) نشان می‌دهند؛ بنابراین، میانگین فراوانی Q-M242 در میان تووان ها-توجین‌ها در جمهوری تووا حدود ۲۵٪ است. هاپلوگروپ Q-M242 در ۹/۵ درصد (۵۱/۳) از نمونه ای از تووان‌ها از روستای کاناسی، ۸/۹ درصد (۵۱/۵) از نمونه ای از تووان‌ها از روستای همو، و ۶۲٫۵ درصد (۴۸/۳۰) از نمونه ای از تووان‌ها از روستای بایهابای شمالی در نزدیکی مرز بین‌المللی بایهابای شمالی در جمهوری Xiaba یافت شده‌است.
در تاتارهای سیبری، زیر گروه Ishtyako-Tokuz از گروه Tobol-Irtysh دارای فرکانس Q-M242 در ۳۸٪ است.
بالاترین فراوانی Q-M242 در اوراسیا در Kets (سیبری مرکزی) با ۹۳٫۸٪ (۴۵/۴۸) و در Selkups (شمال سیبری) با ۶۶٫۴٪ (۸۷/۱۳۱) مشاهده شده‌است. قوم شناسان روسی بر این باورند که مکان‌های باستانی آنها در جنوب دورتر، در ناحیه کوه‌های آلتای و سایان (منطقه آلتای-سایان) بوده‌است. جمعیت آنها در حال حاضر از نظر شمار کم است و به ترتیب کمی کمتر از ۱۵۰۰ و ۵۰۰۰ نفر است. در انسان‌شناسی زبان‌شناختی، زبان کِت مهم است، زیرا در حال حاضر تنها زبان بازمانده از خانواده زبان‌های ینیسی است که توسط برخی از پژوهشگران به زبان‌های بومی آمریکای Na-Dené و، بحث‌برانگیزتر، زبان هون‌ها مرتبط شده‌است. (نگاه کنید به: L. Lieti, E. Pulleybank, E. Vajda , A. Vovin، و غیره. Q-M346 همچنین در سوجوت‌ها (۷٫۱٪، Q-M346)، خاکاسی‌ها (۶٫۳٪، Q-M346)، کالمیک‌ها (۳٫۴٪، Q-M25، Q-M346) و Khanty، و غیره با نرخ‌های پایین‌تری یافت می‌شود.
در شرق دور سیبری، Q-M242 در ۳۵٫۳ درصد از نیوخ‌ها (گیلیاک‌ها) در پایین رود آمور، و ۳۳٫۳ درصد از مردم چوکچی و ۳۹٫۲ درصد از مردم یوپیک سیبری در چوکوتکا (شبه جزیره چوکچی) یافت می‌شود. در ۳۰٫۸ درصد از یوکاگیرهایی که در حوضه رودخانه کولیما زندگی می‌کنند، یافت می‌شود که در شمال غربی کامچاتکا قرار دارد. همچنین در 15% (Q1a* ۹٪، Q-M3 6%) از Koryaks در کامچاتکا یافت می‌شود.

#### آسیای شرقی
در برخی از مطالعات، زیر گروه‌های گوناگونی از Q-M242 در مغولستان مشاهده شده‌است. Q1a2-M346 (عمدتاً Q-L330) 1.4 ~ ۳٫۱٪ از مغول‌ها (۱/۲ ~ ۲/۳ در میان نمونه‌های Q) را اشغال می‌کند، و به دنبال آن Q1a1a1-M120 (0.25 1.25%)، [Q1a1 ~ ۲٫۵٪، Q1a1b-0. M378. در مطالعه ای دیگر، Q در ۴ درصد از مغول‌ها یافت می‌شود.  کارافت و همکاران (2018) Q-L54 (xM3) را در ۲٫۷٪ (۲/۷۵) و Q-M25 را در ۲٫۷٪ دیگر (۲/۷۵) برای مجموع ۵٫۳٪ (۴/۷۵) هاپلوگروپ Q Y-DNA در نمونه ای از مغول‌های خلخا از اولان باتور، مغولستان یافت.  بر پایه این مطالعات، میانگین فراوانی Q-M242 در مغول‌ها حدود ۴ تا ۵ درصد برآورد شده‌است.
با این حال، بیشتر مردم Q-M242 در شرق آسیا به زیرشاخه Q-M120 تعلق دارند که بیشترین توزیع را در سراسر شمال چین دارند (استان‌هایی که پایتخت‌های آن در شمال رودخانه Huai - خط کوه‌های Qin قرار دارند). Q-M242 از ۴ تا ۸ درصد در شمال غربی چین ( سین کیانگ ، گانسو ، شانشی )، شمال چین ( شانشی ، هبی )، چین مرکزی ( هنان )، و شرق شرق چین ( شاندونگ ) تا ۳ تا ۴ درصد در شمال شرقی چین متغیر بود. میانگین فرکانس Q-M242 در شمال چین حدود ۴٫۵٪ است. با این حال، در جنوب چین به حدود ۲ درصد کاهش می‌یابد.   در مطالعه‌ای که در سال ۲۰۱۱ منتشر شد، محققان Q-M242 را در ۳٫۳٪ (۱۲/۳۶۱) از نمونه‌های داوطلب مرد غیرمرتبط هان چینی در دانشگاه فودان در شانگهای پیدا کردند که منشأ آنها از سراسر چین بود، اگرچه اکثریت آنها از شرق چین بودند.  در مطالعه دیگری که در سال ۲۰۱۱ منتشر شد، Hua Zhong و همکاران. هاپلوگروه Q-M242 را در ۳٫۹۹٪ (۳۴/۸۵۳، از جمله 30/853 Q-M120، 3/853 Q-M346، و 1/853 Q-M25) از مجموعه ای از نمونه هان چینی از شمال چین و 1.71% (15/811M/876, Q15-M/۸۷۶، Q-M1206 و ۱۵/۸۱۱/۲۷۶، Q-M120، ۳۰/۸۵۳، Q-M346 و ۱/۸۵۳). ) مجموعه ای از نمونه‌های چینی هان از جنوب چین.  Q1a1-M120 منحصر به فرد آسیای شرقی است. در آسیای جنوب شرقی جز با تنوع کم در Y-STR در میان چینی هان جنوبی یافت نمی‌شود که نشان می‌دهد در دوران نوسنگی با فرهنگ چینی هان به جنوب چین از شمال چین گسترش یافته‌است. Q1a3*-M346 فقط در میان چینی‌های هوی و هان جنوبی در آسیای جنوب شرقی در جنوب چین یافت می‌شود، اما در مردم بومی غیر هان اصلاً یافت نمی‌شود. از شمال چین (شمال شرق آسیا) با هان آمد. فقط بومیان آمریکا Q1a3a-M3 دارند که از نسل هاپلوگروه Q1a3*-M346 است. قاره آمریکا در دوران ماقبل تاریخ پر از مهاجرانی از آسیای مرکزی بود.  Q1a1 در بقایای بیش از ۳۰۰۰ ساله اجداد چینی هان در سلسله‌های شانگ و ژو از سایت باستان‌شناسی Hengbei به اثبات رسیده‌است.  هاپلوگروپ‌ها و mtdna چینی مدرن هان شمالی Y و mtdna با اجداد چینی هان شمالی ۳۰۰۰ سال پیش از سایت باستان‌شناسی Hengbei مطابقت دارد. ۸۹ نمونه باستانی برداشت شد. هاپلوگروه‌های Y O3a, O3a3، M, O2a, Q1a1 و O* همگی در نمونه‌های Hengbei یافت شدند.
Q-M242 با فراوانی قابل توجهی در برخی از نمونه‌های اویغورها یافت شده‌است: ۱۵٫۳۸٪ (۲۲/۱۴۳، شامل 6/143 Q-M378، 5/143 Q-P36.۲*، 4/143 Q-M120، 4/143 Q-M343 Uyغور از منطقه Q-M346، 1-M)吐鲁番地区)، ۷٫۹٪ (۶/۷۶، از جمله 2/76 Q1b1-L215/Page82/S325، 1/76 Q1a2-M346*، 1/76 Q1a1a1-M120، 1/716 Q1a1-L31-L215، ۱/۷۱* Q1a31-Q1a30) نمونه ای از اویغورهای دولان (刀郎人) از شهرستان حوریقول شهرستان آوات، و ۷٫۷۴٪ (۳۷/۴۷۸، شامل 24/478 Q-M346، 7/478 Q-P36.۲*، 5/478 Q-M120) از یک منطقه Q-M120 咰y 咰y. با این حال، مطالعات دیگر هاپلوگروه Q را در درصد بسیار کمتری از نمونه‌های اویغور پیدا کرده‌اند: 3.0% (2/67) Q-P36 اویغور، 1.6% (1/64) Q-M120 Lop اویغور (罗布人). هاپلوگروپ Q در نمونه ای از ۳۹ اویغور کریان (克里雅人) از روستای دریا بویی، واقع در رودخانه کریا در عمق صحرای تاکلاماکان مشاهده نشد.
هاپلوگروه Q در 3.2% (5/156: 2 Q-M120، 3 Q-M346) از مردان در تبت در یک مطالعه و در ۱٫۲۳٪ (۲۹/۲۳۵۴) از مردان در تبت در مطالعه دیگری مشاهده شد، اما این هاپلوگروه در نمونه ای از مردان از تبت مشاهده نشد.
در حدود ۱٫۹٪ از کره جنوبی یافت می‌شود، که بیشترین فراوانی را در سئول و استان Gyeonggi با ۲٫۷٪ و در جنوب کاهش می‌یابد (Kim 2010). در حدود ۰٫۳٪ ژاپنی‌ها (با نمونه‌های شناخته شده از Shizuoka و Saitama) و در ۰٫۳٪ تا ۱٫۲٪ از تایوانی‌ها یافت شده‌است.
ساب‌کلید Q1b-M378 نیز در چین و کشورهای همسایه آن در فرکانس‌های بسیار پایین یافت می‌شود. این در سراسر مغولستان وجود دارد، با نمونه‌های نادر در ژاپن .

#### جنوب شرقی آسیا
هاپلوگروپ Q فرکانس‌های پایین را در آسیای جنوب شرقی نشان می‌دهد. در یک مطالعه،  فراوانی هاپلوگروپ Q در اندونزی ۵٫۴٪ (۲/۳۷)، ۳٫۱٪ (۲/۶۴) در فیلیپین ، ۲٫۵٪ (۱/۴۰) در تایلند است. با این حال، مطالعات دیگر فرکانس ۰٪ یا نزدیک به ۰٪ را در آن کشورها نشان می‌دهد.
در مورد ویتنام، فراوانی در یک مطالعه از نمونه‌ای از ویتنامی‌های گزارش شده از جنوب ویتنام و ۴٫۳ درصد در نمونه‌ای از مردم Kinh از شهر هوشی مین در جنوب ویتنام ۷٫۱ درصد است، اما در مطالعات دیگر که در آن نمونه‌ها در هانوی در شمال ویتنام جمع‌آوری شده‌اند، فراوانی ۰ درصد یا کمتر از ۱ درصد است. بنابراین، تعریف فرکانس‌های متوسط دشوار است. با این حال، ماچولت و همکاران. (۲۰۲۰) نمونه ای از پنجاه نفر از مردم کین را از شمال ویتنام (که همه به جز یک نفر از منطقه دلتای رود سرخ و ۴۲ نفر از هانوی هستند) آزمایش کردند و دریافتند که دو نفر از آنها (۴٪) متعلق به Q-M120 هستند.
تنها برخی از مناطق و گروه‌های قومی در این قاره فراوانی بالایی را نشان می‌دهند. Q-M242 در ۲٫۸٪ (۳/۱۰۶، همه Q-M346) در میانمار یافت می‌شود، و تمام نمونه‌های Q در ۱۸٫۸٪ در مناطق Ayeyarwady (2/11) و ۷٫۱٪ باگو (۱/۱۴) در جنوب غربی میانمار متمرکز شده‌اند.  و Q-M242 در ۵۵٫۶٪ (۱۵/۲۷) در قبیله آخا در شمال تایلند یافت می‌شود.

#### آسیای میانه
در آسیای مرکزی ، نواحی جنوبی فرکانس Q بالاتری از مناطق شمالی را نشان می‌دهند.
در مناطق شمالی، Q-M242 در حدود ۲٪  ~ ۶٪   (متوسط ۴٪) از قزاق‌ها یافت می‌شود. مطالعه ای که در سال ۲۰۱۷ منتشر شد، هاپلوگروه Q Y-DNA را در ۳٫۱۷٪ (۴۱/۱۲۹۴) از مجموعه بزرگی از نمونه‌های قبایل قزاق نشان داد. با این حال، هاپلوگروپ Q در اعضای قبیله قانگلی متمرکز بود (۲۷/۴۰ = ۶۷٫۵٪)، و در میان دیگر قبایل بسیار کمتر رایج بود.  قبیله قانگلی حداقل از نظر نام با کانکالیس‌های قبلی و احتمالاً اتحادیه کنگر نیز مرتبط است. هاپلوگروپ Q در حدود ۲ درصد از مردم قرقیزستان یافت می‌شود.
در مناطق جنوبی، Q-M242 در ۵٪ تا ۶٪ از تاجیک‌ها (تاجیکستان) یافت می‌شود. کارافت و همکاران 2001 P-DYS257 (xQ1b1a1a-M3، R-UTY2)، که باید تقریباً معادل هاپلوگروپ Q-M242 (xM3) باشد، در ۴/۵۴ = ۷٫۴٪ از نمونه ازبک‌ها، ظاهراً در ازبکستان نمونه برداری شده‌است. ولز و همکاران در سال ۲۰۰۱، P-M45 (xM120، M124، M3، M173)، که باید تقریباً معادل ترکیبی از Q-M242 (xM120، M3) و R2-M479 (xR2a-M124) باشد، در ۲۰/۳۶۶ = ۵٫۵ درصد از نمونه‌های مختلف ازبکستان ازبکستان یافت شد. دی کریستوفارو و همکاران در سال ۲۰۱۳، Q-M242 در ۱۱/۱۲۷ = ۸٫۷ درصد از مجموعه نمونه‌های ازبک‌ها از سه استان مختلف افغانستان، از جمله 5/94 Q-M242 (xM120، M25، M346، M378)، 4/94 Q-M346، و 4/94 Q-M346، و 1/94 Q-M346، و 1/94 Q-M346، و ۱/۹۴ = Q-M346، و ۱/۹۴ درصد از نمونه‌های ازبک‌ها از سه استان مختلف افغانستان، یافت شد. در نمونه ای از ازبک‌ها از استان جوزجان که مرز شمالی آن به گوشه جنوب شرقی ترکمنستان می‌رسد و 1/28 Q-M242 (xM120, M25, M346, M378) در نمونه ازبک‌های استان سرپل. ولز و همکاران (2001) P-M45 (xM120، M124، M3، M173) را در ۱۰٫۰٪ (۳/۳۰) از نمونه ای از ترکمن‌های ترکمنستان یافت، در حالی که کارافت و همکاران. (2018) Q-M25 را در ۵۰٫۰٪ (۲۲/۴۴) نمونه دیگری از ترکمن‌ها از ترکمنستان یافت، بنابراین فراوانی هاپلوگروپ Q در آن کشور هنوز مشخص نیست. با این حال، گرگنی و همکاران. (2012) Q-M242 را در ۶/۴۲ درصد (۶۸/۲۹) از نمونه ای از ترکمن‌ها از گلستان، ایران و دی کریستوفارو و همکاران یافتند. (2013) Q-M25 را در ۳۱٫۱٪ (۲۳/۷۴) و Q-M346 را در ۲٫۷٪ (۲/۷۴) در مجموع 33.8% (25/74) Q-M242 در نمونه ای از ترکمن‌ها از جوزجان، افغانستان یافتند، بنابراین فراوانی Q-M24 در مناطق ترکمنستانی افغانستان و ایران ممکن است به حدود Q-M242 در مناطق ترکمنستانی در ایران برسد. .
Q-M242 در یک مطالعه ۶٫۹ درصد از افغان‌ها را شامل می‌شد (هابر ۲۰۱۲). در مطالعه دیگری (کریستوفارو ۲۰۱۳) با نمونه‌گیری بزرگتر، فراوانی Q به ۸٫۹٪ افزایش می‌یابد (۴۵/۵۰۷). هاپلوگروپ Q با فراوانی ۸٪ (۱۱/۱۳۶) در پشتون‌های افغان و ۳٪ (۵/۱۴۲) در تاجیک‌های افغان رخ می‌دهد.   در این مطالعه (کریستوفارو ۲۰۱۳)، ترکمن‌های استان جوزجان که همسایه با ترکمنستان است، بیشترین فراوانی را با ۳۳٫۸ درصد (25/74: 23 Q-M25، 2 Q-M346)، و پس از آن ازبک‌ها با ۸٫۷ درصد (11/144: 6 QM*25, 14 Q-M*, 16 QM) نشان می‌دهند.

#### آسیای جنوب غربی
آسیای جنوب غربی فرکانس‌های بالای Q را در شمال ایران نشان می‌دهد و به تدریج به سمت جنوب غربی کاهش می‌یابد.
Q-M242 با توجه به Grugni 2012، ۵٫۵٪ (۵۲/۹۳۸) در ایران را به خود اختصاص داده‌است که نمونه‌گیری وسیع و خوبی را نشان می‌دهد. نمونه‌های Q (52) در مطالعه از زیرشاخه‌های مختلفی مانند Q* (۳)، Q-M120 (1)، Q-M25 (30)، Q-M346 (8)، Q-M378 (10) تشکیل شده‌اند. بیشترین فراوانی با ۴۲٫۶٪ (۲۹/۶۸، همه Q-M25) در ترکمن‌های گلستان، ۹٫۱٪ در اصفهان (فارس‌ها)، ۶٫۸٪ در خراسان (فارس‌ها)، ۶٪ در لرستان، ۴٫۹٪ در آذربایجان غربی(۵٫۸٪ در آشوریها و ۴٫۸٪ در آذریها) است. ۵٪ در فارس (مردم فارس) و غیره. ترکمن‌ها به عنوان نوادگان ترک‌های اوغوز شناخته می‌شوند که بسیاری از امپراتوری‌ها و سلسله‌های ترک را بنا کردند. مطالعات دیگر نیز فرکانس‌های مشابهی را نشان می‌دهد.
در یک مطالعه (زاهری ۲۰۱۱)، فراوانی Q 1.9% (3/154: همه Q-M378) در عراقی‌ها (x عرب‌های مرداب) و 2.8% (4/143: 1 Q-M25، 3 Q-M378) در اعراب مردابی است که به عنوان نوادگان سومر باستان شناخته می‌شوند.
تقریباً 2.5% (4/157: 3 Q*, 1 Q-M346) از مردان در عربستان سعودی به هاپلوگروه Q تعلق دارند. همچنین 1.8% (3/164: 2 Q*, 1 Q-M346) در امارات متحده عربی و 0.8% (1/121 Q) در O.
هاپلوگروپ Q-M242 همچنین در ۱٫۱٪ (۱/۸۷، Q-P36) سوری‌ها و ۲٫۰٪ (۱۸/۹۱۴، 14 Q*، 4 Q-M25) در لبنان یافت شده‌است.
تقریباً 2% (10/523: 9 Q*, 1 Q-M25) از مردهای ترکیه به هاپلوگروه Q تعلق دارند در مطالعه ای (Gokcumen 2008)، روشن شد که در میان ترکان متعلق به طایفه افشار (یکی از ترکان اوغوز) هاپلوگروه Q-M242 با شیوع ۱۳٪ دیده می‌شود.

#### اسیای جنوبی
در پاکستان در انتهای شرقی فلات ایران، فراوانی هاپلوگروپ Q-M242 حدود ۲٫۲٪ (۱۴/۶۳۸) ~ ۳٫۴٪ (۶/۱۷۶) است.
در یک مطالعه (Sharma2007)، Q-M242 در ۲٫۳۸٪ (۱۵/۶۳۰) از مردم هند متعلق به مناطق و دسته‌های اجتماعی گوناگون مشاهده شد. آنچه جالب است این است که ۱۴/۱۵ نمونه متعلق به هیچ زیرگروه شناخته شده‌ای از Q-M242 نیست، ۴ مورد از آنها آلل جدید (مخصوص هند) 'ss4bp' را تحت Q-MEH2 نشان می‌دهند. این مطالعه همچنین نتایج برخی از مطالعات قبلی را منعکس می‌کند (Sengupta 2006، Seielstad 2003). و، نتیجه انباشته (فرکانس) ۳ مطالعه ۱٫۳٪ (۲۱/۱۶۱۵)، با ۱۱ نمونه از 21 Q مشخص شد.
در یک مطالعه منطقه ای در گجرات (هند غربی)، Q-M242 در بالاترین ۱۲٪ (۳/۲۵) در میان Nana Chaudharis یافت شد در حالی که درصد کلی در گجرات ۲٫۸٪ (۸/۲۸۴) بود. در مطالعه دیگری، ۲٫۶ درصد از Tharus در منطقه Chitwan و ۶٫۱ درصد (۳/۴۹) از هندوها در دهلی نو، پایتخت هند، Q-M242 مثبت بودند.
در مطالعه ای که در آن Q-M242 به تازگی در گروه P* طبقه‌بندی شده‌است، P* (x R1، R2) 9.7% (23/237: Chakma 13/89، Marma 4/60، Tripura 6/88) را در سه گروه قومی بنگلادش تشکیل می‌دهد. در بسیاری از موارد، تمام یا بیشتر P* (x R1, R2) به معنای Q-M242 است و بنابراین اکثر نمونه‌های P* (۷/۹٪) در آن مطالعه را می‌توان Q-M242 تخمین زد.
۱٫۲ درصد از مردم نپال در کاتماندو، پایتخت نپال و ۳٫۲ درصد از مردم تبت در Q-M242 هستند.
۳٫۳ درصد از سریلانکاها نیز در Q-M242 هستند.

### اروپا
Q-M242 در اکثر کشورهای اروپایی در فرکانس‌های پایین توزیع می‌شود و فرکانس‌ها به سمت غرب و جنوب کاهش می‌یابد.

#### اروپای مرکزی و شرقی
در اروپای مرکزی شرقی، Q-M242 حدود ۱٫۷٪ از مردان را شامل می‌شود. Q-M242 در حدود ۲٪ از روس‌ها، ۱٫۵٪ از بلاروس‌ها، ۱٫۳٪ از اوکراینی‌ها یافت می‌شود.[نیازمند منبع] ۱٫۳٪ از لهستانی‌ها (لهستان)، ۲٪ از چک‌ها، ۱٫۵٪ از اسلواکی‌ها، حدود ۲٫۲٪ از مجارها، {نیازمند منبع} ۱٫۲٪ از رومانیایی‌ها، ۰٫۸٪ از مولداوی‌ها، و Q2، ۳–۸، 0.5% Q2، 3-8 M. 1 Q-M25) از بلغارها از سوی دیگر، ۳٫۱٪ از سکی‌ها از ترانسیلوانیا (که ادعا می‌کنند از نوادگان هون‌های آتیلا هستند) P* (xR1-M173) بودند، که عملاً به معنای Q-M242 است. در یک پروژه DNA مرتبط FT-DNA، فراوانی Q-M25 در سکی‌ها به ۴٫۳٪ می‌رسد.
منطقه قفقاز در یک مطالعه فراوانی ۱٫۲ درصد را نشان می‌دهد، اما ممکن است در آذربایجان به بیش از ۴ درصد برسد، به طوری که ۴٫۹ درصد از آذربایجانی‌های ایران Q-M242 را در خود جای داده‌اند. در گرجی‌ها و ارمنی‌ها به ترتیب ۱٫۳٪ است و زیرشاخه‌های ارمنی شامل Q-M378 (L245)، Q-M346 و Q-M25 است.

#### اروپای شمالی
در شمال اروپا، هاپلوگروپ Q حدود ۲٫۵ درصد از مردان را تشکیل می‌دهد. طبق پایگاه داده هاپلوگروپ سوئدی، ۴٫۱٪ (۲۷/۶۶۴، تا ژانویه ۲۰۱۶) از مردان سوئدی متعلق به Q-M242 است. حدود ۲/۳ از نمونه‌های زیرشاخه‌های آنالیز شده با جزئیات متعلق به Q1a2b-F1161/L527 و حدود ۱/۳ در Q1a2a-L804 هستند. بر اساس شهرستان، آنها به شدت در منطقه جنوبی (Götaland، : نباید با Gotland اشتباه گرفته شود)، و به ندرت در شمال توزیع می‌شوند. اگر با وزن شهرستان-جمعیت دوباره محاسبه شود، فراوانی Q در سوئد به ۴٫۷٪ می‌رسد.
در نروژ، Q-M242 در حدود ۲٫۶٪ (~۴٪) از مردان یافت می‌شود، که Q-L804 شایع تر از Q-F1161/L527 است. در بین ۱٫۶٪ از مردان در دانمارک، ۳٪ در جزایر فارو (معروف به وایکینگ‌ها) مشاهده شده‌است. در مقاله ای (Helgason و همکاران) در مورد هاپلوتیپ‌های ایسلندی‌ها، ۷٫۲٪ (۱۳/۱۸۱) از مردان در ایسلند به عنوان R1b-Branch A برچسب گذاری شده‌اند، اما در واقع Q-M242 هستند. از سوی دیگر، در فنلاند ۰٫۲٪، در لتونی ۴٫۶٪، در لیتوانی ۱٫۱٪، در استونی ۰٫۵٪ است.

#### اروپای غربی
در اروپای غربی، Q-M242 در فرکانس‌های بسیار پایین، حدود ۰٫۵٪ در بیشتر کشورها مانند آلمان، فرانسه، انگلستان و غیره مشاهده می‌شود، اما برخی مناطق کمی بالاتر را نشان می‌دهند. در سوئیس ۲٫۱٪، و در منطقه لیون (رون-آلپ) فرانسه به ۵٫۱٪ می‌رسد. در شتلند در شمال بریتانیا حدود ۴ درصد است و منطقه ای بالاترین رقم را با ۸ درصد نشان می‌دهد. شتلند به عنوان محل سکونت وایکینگ‌ها شناخته شده‌است. و در کمال شگفتی، Q-M242 در شتلند (همچنین در برخی از مناطق اسکاندیناوی، جزایر فارو، ایسلند، و بریتانیا) مشخص شده‌است که به‌طور کلی با Q-M242 در آسیای مرکزی مرتبط است. همچنین مشخص شده‌است که Q-M242 شتلند (نوردی) با برخی از Q-M242 آذری‌ها (آذربایجان) مرتبط است.

#### اروپای جنوبی
اروپای جنوبی نیز فرکانس‌های پایین Q را در حدود ۰٫۵٪ تا ۱٪ نشان می‌دهد، اما برخی از مناطق ارقام متفاوتی را نشان می‌دهند. در سرزمین اصلی کرواسی ۱٫۹٪ است، اما در جزایر خوار به ۱۴٫۳٪ (۱۳/۹۱) و در کورچولا به ۶٫۱٪ (۸/۱۳۲) می‌رسد. همچنین، در ایتالیا حدود ۰٫۶٪ است، اما در سیسیل به ۲٫۵٪ (۶/۲۳۶) می‌رسد، جایی که در منطقه ماتزارا دل ولو به ٪ (۳/۱۸) می‌رسد، پس از آن در راگوسا به ۷٫۱٪ (۲/۲۸)، ۳٫۶٪ در شاکا .۷.

### آفریقا
هاپلوگروپ Q به ندرت در شمال آفریقا یافت می‌شود. در ۰٫۷٪ (۱/۱۴۷)، از مصری‌ها و در ۰٫۶٪ (۱/۱۵۶) از مردم الجزایر مشاهده شده‌است. با کمال شگفتی، ۰٫۸٪ (۳/۳۸۱، همه Q-M346) از مردان اهل کومور که در میان شرق آفریقا و ماداگاسکار قرار دارد نیز مشاهده می‌شود.
برای ترکیب داده‌های بالا، Q-M242 در حدود ۳٫۱٪ از مردان جهان تخمین زده می‌شود.

## توزیع زیر شاخه‌ها
Q (M242)
Q* - با فراوانی کم در هند و پاکستان یافت می‌شود. مهم در افغانستان، پاراگروپ Q-M242 (xMEH2، xM378) در هشت مرد پشتون (۳ کابل، ۴ لغمان، ۱ کاپیسا) یافت شد. همچنین در یکی از نرهای راپانوئی جزیره ایستر یافت شد.
Q-P36.2 (P36.2) با فراوانی کم در ایران یافت می‌شود.
Q-MEH2 (MEH2)* در Koryaks (با ۱۰٫۳٪) یافت شد، اگرچه سطح تنوع STR مرتبط با Q-MEH2 بسیار پایین است، به نظر می‌رسد این دودمان نزدیک به افراد منقرض شده سرخپوشان-اسکیمو متعلق به فرهنگ Saqqaq است که در قطب شمال جهان جدید در حدود ۵٫۵ است. کا.
Q-M120 (M120، M265/N14)* - در بین چینی هان، دونگان، ویتنامی، ژاپنی، کالمیک‌ها، ای‌ها، مغول‌ها در مغولستان، [۱۳] لائونگ‌ها [۱۳] ۷، [۱۳] داونگ‌ها [۱۳] ۷، [۱۳] ۷، [۱۳] در مغولستان ، [۱۳] ۷، [۱۳] ۷، ] Tiongos در مغولستان با فرکانس پایین یافت شده‌است. همچنین در نمونه‌هایی از جمعیت بوتان، هزاره، موروت برونئی، و جمعیت پرو گزارش شده‌است.
Q-M25 (M25, M143)* - با فراوانی بالای ۳۰–۴۵٪ در ترکمن‌ها و ترکمنستان یافت می‌شود و به دلیل P25 با R1b1 اشتباه گرفته می‌شود. با فراوانی بالا در ترکمن‌های استان گلستان (ایران)، جوزجان (افغانستان)، و با فراوانی کم تا متوسط در لبنان، مغولستان، و ترکیه یافت می‌شود.
Q-M346 (L56، L57، M346)* - با فرکانس پایین در اروپا، آسیای جنوبی و غرب آسیا یافت می‌شود. در پاکستان، ایران، افغانستان، قرقیزستان، عربستان سعودی ، [۲۳] امارات متحده عربی ، [   هند ، [۱۸] مغولستان، و بالی یافت شده‌است.
Q-L53 (L53، L54، L55، L213)*
Q-M3 (M3)* - رایج در مردم بومی قاره آمریکا
Q-M19 (M19)* - در میان برخی از مردمان بومی آمریکای جنوبی، مانند Ticuna و Wayuu یافت می‌شود
Q-M194 (M194)* - در آمریکای جنوبی
Q-M199 (M199، P106، P292)* - در آمریکای جنوبی
Q-M323 (M323)* - در یهودیان یمنی شناسایی شده‌است.
Q-L275 (L275, L314)*
Q-M378 (M378)* - به‌طور گسترده در اروپا، جنوب آسیا، غرب و شرق آسیا توزیع شده‌است. در میان نمونه‌های هزاره‌ها و سندی‌ها یافت می‌شود. همچنین در مغول‌ها، مردم ژاپن و اویغورهای شمال غربی چین در دو گروه جداگانه یافت می‌شود.
زیرشاخه Q-M378 شاخه ای است که مردان Q-M242 در برخی از جمعیت‌های یهودی دیاسپورای اروپا به آن تعلق دارند.
زیرشاخه‌های Q-L245 Q-Y2200 و Q-YP1035 در یهودیان اشکنازی یافت می‌شود. برخی از یهودیان سفاردی دارای زیرشاخه‌های دیگری از Q-L245، از جمله Q-BZ3900، Q-YP745، و Q-YP1237 هستند. نمونه‌های Q-M378 نیز در آمریکای مرکزی (پاناما) و آمریکای جنوبی (منطقه آند) قرار گرفته‌اند